# Filip Ndocaj
Filip Ndocaj (ur. 2 października 1914 w Djakowicy, zm. 23 października 1983 w Tiranie) – albański nauczyciel, pisarz i krytyk.

## Życiorys
W 1919 roku wraz z rodziną przeniósł się do Skopje, a w 1925 roku zamieszkał w Szkodrze. W 1935 roku rozpoczął pracę nauczyciela we wsi Dardhë, dwa lata później rozpoczął studia na Uniwersytecie Florenckim. Po ich ukończeniu, w 1941 roku pracował jako nauczyciel w gimnazjum w Prisztinie. W latach 30. i 40. publikował w albańskiej prasie.
Po II wojnie światowej wrócił do Szkodry, gdzie pracował w liceum, a w grudniu 1945 utworzył pierwszy miejski zespół teatralny. Z powodu swoich poglądów politycznych został w 1948 roku relegowany z pracy i wysłany do pracy w Instytucie Pedagogicznym w Beracie; przeniósł się następnie do Tirany, gdzie od 1951 roku kontynuował pracę nauczyciela; nauczał w szkołach średnich oraz wykładał w Wyższym Instytucie Sztuk, wykładał także italianistykę na Uniwersytecie Tirańskim. W 1971 roku przeszedł na emeryturę.
Należał do Ligi Pisarzy i Artystów Albanii. Pracował także jako krytyk dla czasopism Drita oraz Nëntori; przetłumaczył na język albański Rodzinę Malavogliów autorstwa Giovanniego Vergi.

## Twórczość[1]
- Dashuri dhe Urrejtje
- Kur ishim të rin
- Hyjt mbi greminë
- Në sytë e rinisë (poezja)
- Në zemër të maleve
- Zani i Atdheut
- Duke kërkuar lumturinë (1973)

## Życie prywatne
Jegoo ojciec Engjëlli pracował jako nauczyciel.